# Cătălina Ponor
Cătălina Ponor (Constança, 20 de agosto de 1987) é uma ex-ginasta romena que competiu na categoria artística da modalidade ininterruptamente entre os anos de 2001 e 2007, quando decidiu deixar oficialmente os treinos por "razões médicas". Em 2011, voltou a treinar com a equipe romena na cidade de Izvorani com o objetivo de ir aos Jogos Olímpicos de Londres.
Cata, como é conhecida e chamada por parentes e amigos, alcançou o ápice da sua carreira em 2004, durante a edição de Atenas dos Jogos Olímpicos. Na ocasião, a ginasta, de apenas 16 anos, conquistou três medalhas de ouro: por equipes, na trave e no solo, sendo a única atleta da competição a conquistar mais de três ouros, considerada por isso "a melhor estrela" da competição.

## Biografia
Cătălina Ponor nasceu na cidade de Constança, Romênia em 20 de agosto de 1987, filha de pais ciganos. Mudou-se de sua cidade apenas para treinar ginástica. Em 2005, sua vida pessoal veio a público. No começo do ano, a jovem, de até então, dezessete anos, descobria um irmão que sua mãe nunca havia mencionado: Seus pais divorciaram-se quando as crianças eram muito jovens e seu pai mudou-se para a Suécia com o menino. A revelação mudou a vida e os rumas da carreira de Cătălina.

## Carreira
Cătălina inicou sua vida na ginástica aos quatro anos, em 1991. Aos quatorze entrou para a equipe júnior e aos quinze já integrava a elite sênior da ginástica romena.
Seus aparelhos de melhores resultados e rendimento são o solo e a trave.

### ROM Júnior
Ponor iniciou sua carreira treinando no ginásio Farul Sport Club, com os treinadores Matei Stanie e Gabriela Dosoftei. Em 2002, fora descoberta pelos treinadores da equipe romena, Octavian Belu e Mariana Bitang, e convidada a integrar a equipe junior nacional. Convite aceito, Cătălina mudou-se para a cidade sede do ginásio de Deva. Sua passagem por essa categoria foi de apenas um ano, o que impossibilitou sua participação em campeonatos, devido ao tempo de preparo.

### ROM Sênior
Em 2003, Cătălina iniciou seu treinamento na elite sênior romena e em seguida, vieram seus primeiros campeonatos. O primeiro, na Copa do Mundo, de etapa realizada em Stuttgart - 2003, rendeu a Catalina duas medalhas: o ouro na trave, com a pontuação final de 9,587 e o bronze no solo, com o score de 9,237.
No ano seguinte, na primeira etapa da Copa do Mundo, dessa vez realizada na cidade de Gante, Ponor conquistava mais duas medalhas - dois ouros. O primeiro, no solo, veio com a pontuação de 9,350 e o segundo, na trave, com o total de 9,662. Ainda em 2004, na etapa de Glasgow da mesma competição, a ginasta conquistou mais medalhas. Novamente no solo e na trave, ela atingiu pontuações ainda maiores que nas disputas anteriores - 9,650 e 9,700, respectivamente. Na terceira etapa da Copa, agora em Lyon, Cătălina baixou a média na execução e subiu ao pódio apenas na segunda colocação em ambos os aparelhos. Já na quarta etapa, em Cottbus, a jovem voltou às primeiras posições e às medalhas de ouro, tanto na trave quanto no solo. Na final da Copa do Mundo, realizada em Birmingham, Ponor manteve seu posto de número um da trave.
Em 2004, aos dezessete anos, a romena atingira o ápice de sua forma. No Campeonato Europeu, de edição realizada na cidade de Amsterdam, Cătălina conquistou três medalhas, todas de ouro. A primeira veio na disputa por equipes, onde as romenas deixaram o time russo com a medalha de prata. Em seguida, vieram as competições por aparelhos. A trave e o solo renderam a Ponor novas medalhas de ouro e pontuações ainda mais altas, mostrando as mudanças em suas rotinas, que as deixavam com notas de execução ainda maiores.
Em agosto de 2005, Catalina envolveu-se com seu segundo problema no ano: foi pega pelo treinador, ao lado de suas companheiras de equipe Florica Leonida e Alexandra Eremia, desrespeitando a concentração mantida durante as competições. As três voltavam de uma noite de festa e foram punidas severamente. Ambas as atitudes repercutiram mais que o previsto e a equipe nacional fora dissolvida, voltando cada atleta a treinar com seu treinador de base. Apesar dos incidentes, Cătălina manteve suas boas apresentações na trave durante mais uma edição do Campeonato Europeu, tido como o mais disputado dentre os continentes. O resultado para a ginasta: mais uma medalha de ouro. Em 2006, após a contratação de Nicolae Forminte para a equipe nacional, Ponor resolveu não voltar à equipe para treinar com ele, preferindo permanecer com seu primeiro treinador. Após participar da edição daquele ano do Campeonato Europeu, Cătălina anunciou oficialmente a sua aposentadoria da ginástica (olímpica) artística, alegando problemas físicos.
Em 2007, com o intuito de participar das Olimpíadas de Pequim de 2008, a ginasta, agora com vinte anos, voltou a treinar e participou apenas do Campeonato Mundial de Ginástica Artística de Stuttgart em 2007, na Alemanha. Em dezembro de 2007, sem muitas justificativas, Cătălina Ponor encerrou definitivamente a carreira na ginástica (olímpica) artística, alegando apenas problemas físicos.
Assim, ela abandonou a ginástica artística como tri-campeã europeia da trave, tri-medalhista de ouro em apenas uma edição olímpica, tri-medalhista em Campeonatos Mundias de Ginástica Artística e em uma única edição e tetra-campeã da Copa do Mundo na trave.

## Campeonatos Mundiais de Ginástica Artística
Ponor participou de quatro edições da competição de Campeonatos Mundias de Ginástica Artística, sendo elas em ordem: Anaheim em 2003, Melbourne em 2005, Stuttgart em 2007 e Tóquio em 2011. O seu melhor desempenho foi na edição de Anaheim em 2003 do evento, na qual conquistou três medalhas de prata. Durante o evento de Tóquio em 2011, se classificou para duas finais, mas não obteve nenhuma medalha, sendo esta considerada a sua pior participação em competições do tipo.

### Anaheim 2003
Em sua primeira competição de nível mundial, Ponor obteve três medalhas. Subiu ao pódio por três vezes na segunda colocação.
A primeira veio por equipes, ao disputar o campeonato ao lado das ginastas Oana Ban, Alexandra Eremia, Florica Leonida, Aura Andreea Munteanu e Monica Roşu. A equipe americana, anfitriã, fora a única a superar as romenas. As Seleções de ginástica artística da Austrália completaram o pódio. No dia de disputas por aparelhos, Cătălina foi novamente ao pódio. Na trave, fora superada pela chinesa Fan Ye, por 0,3 décimos. E no solo, a ginasta ficou atrás da brasileira Daiane dos Santos.

### Melbourne 2005
Catalina chegou a Melbourne na Austrália como a principal atleta da competição, uma vez que havia ganhado três medalhas olímpicas de ouro no ano anterior.
Sua segunda participação em Mundiais, em Melbourne - Austrália, trouxe para Ponor apenas uma medalha de bronze, na trave, atrás das americanas Nastia Liukin - estreante em Mundiais - e Chellsie Memmel, campeã do individual geral desta edição. Após os incidentes em sua vida pessoal e profissional, Ponor estava mudada e adotava uma postura agressiva, o que surpreendeu seus admiradores e companheiros de esporte na época, por resultar em ruins colocações.

### Stuttgart 2007
Ao voltar para a ginástica, este fora o único campeonato de que participou. Em Stuttgart - Alemanha, Cătălina colaborou para a conquista da medalha de bronze da equipe romena. Ao lado de Sandra Izbasa, Steliana Nistor, Cerasela Patrascu, Daniela Druncea e Andreea Grigore, a equipe fora apenas superada pelas americanas e chinesas, ouro e prata, respectivamente.

### Tóquio 2011
Depois de ter anunciado a aposentadoria, a ginasta voltou a competir no Mundial de Tóquio em 2011. Ponor ajudou a equipe romena a se classificar na quarta colocação para a final por equipes, após obter o total de 44,132 nos três aparelhos nos quais competiu (com exceção das barras assimétricas). Na final por equipes, colaborou com o time romeno a alcançar a 4ª colocação. Classificada para a final da trave, a ginasta pontuou 14,241, suficiente para a sétima colocação.
Assim, Cătălina encerrou a sua participação em Campeonatos Mundiais de Ginástica Artística com cinco medalhas: três de prata e duas de bronze.

## Jogos Olímpicos

### Atenas 2004
Em sua primeira participação olímpica durante os Jogos Olímpicos de Verão de 2004, Ponor demonstrou que teria um grande futuro na ginástica (artística) olímpica ao alcançar, aos dezessete anos, o feito de sua compatriota Nadia Comaneci: ganhar três medalhas de ouro em apenas uma edição dos Jogos.
A primeira veio ao lado das compatriotas Oana Ban, Monica Rosu, Silvia Stroescu, Daniela Sofrinie e Alexandra Eremia na disputa por equipes. Mais tarde, no dia de competições por aparelhos, Ponor deixou a favorita, Carly Patterson, com a medalha de prata na disputa na trave. Sua compatriota, Alexandra Eremia, completou o pódio.
Por fim, no solo, com 9,750, Cătălina conquistou, com a maior margem até então atingida em Olimpíadas (0,188), a sua terceira medalha de ouro na competição, realização inédita desde 1988, quando a também romena Daniela Silivas conquistou três medalhas de ouro em uma única edição olímpica.

### Londres 2012
Em sua segunda participação Olímpica durante os Jogos Olímpicos de Verão de Londres em 2012, conquistou a medalha de prata no solo, e a de bronze por equipes, e ficou em 4° lugar na trave após ser superada por Aly Raisman, dos Estados Unidos, em ambos.

### Rio 2016
Em junho de 2016, Ponor conquistou duas medalhas de bronze no Campeonato Europeu de Ginástica Artística de 2016. Em 06 de julho de 2016, ela foi selecionada para representar a Romênia nos Jogos Olímpicos de Verão de Rio 2016, marcando a sua terceira participação em uma olimpíada; apesar de Larisa Iordache conquistar seu quarto título nacional consecutivo e citando preocupações com lesões em Iordache. O anúncio foi feito pouco depois de Ponor ser nomeado o porta-bandeira da Romênia para as cerimônias de abertura, a primeira vez que esta homenagem foi concedida a uma ginasta.

## Principais resultados
| Ano  | Evento                                            | AA | Equipe            | Salto sobre o cavalo | Trave             | Barras assimétricas | Solo              |
| ---- | ------------------------------------------------- | -- | ----------------- | -------------------- | ----------------- | ------------------- | ----------------- |
| 2003 | Copa do Mundo – Stuttgart                         |    |                   |                      | Medalha de ouro   |                     | Medalha de bronze |
| 2003 | Campeonato Europeu de Ginástica Artística de 2003 |    | Medalha de prata  |                      | Medalha de prata  |                     | Medalha de prata  |
| 2004 | Copa do Mundo – Gante                             |    |                   |                      | Medalha de ouro   |                     | Medalha de ouro   |
| 2004 | Copa do Mundo – Glasgow                           |    |                   |                      | Medalha de ouro   |                     | Medalha de ouro   |
| 2004 | Copa do Mundo – Lyon                              |    |                   |                      | Medalha de prata  |                     | Medalha de prata  |
| 2004 | Copa do Mundo – Cottbus                           |    |                   |                      | Medalha de ouro   |                     | Medalha de prata  |
| 2004 | Campeonato Europeu de Ginástica Artística de 2004 |    | Medalha de ouro   |                      | Medalha de ouro   |                     | Medalha de ouro   |
| 2004 | Jogos Olímpicos de Verão de Athenas em 2004       |    | Medalha de ouro   |                      | Medalha de ouro   |                     | Medalha de ouro   |
| 2005 | Campeonato Europeu de Ginástica Artística de 2005 |    |                   |                      | Medalha de ouro   |                     | 4°                |
| 2005 | Mundial de Ginástica Artística de 2005            |    |                   |                      | Medalha de bronze |                     |                   |
| 2006 | Campeonato Europeu de Ginástica Artística de 2006 |    | Medalha de prata  |                      | Medalha de ouro   |                     | Medalha de bronze |
| 2007 | Mundial de Ginástica Artística de 2007            |    | Medalha de bronze |                      | 4º                |                     |                   |
| 2011 | Mundial de Ginástica Artística de 2011            |    | 4°                |                      | 7°                |                     |                   |
| 2012 | Campeonato Europeu de Ginástica Artística de 2012 |    | Medalha de ouro   |                      | Medalha de ouro   |                     | Medalha de prata  |
| 2012 | Jogos Olímpicos de Verão de Londres 2012          |    | Medalha de bronze |                      | 4º                |                     | Medalha de prata  |